# Pagoda Leifeng
La pagoda Leifeng (Cinese: 雷峰塔; pinyin: Léifēngtǎ) è una torre ottagonale alta cinque piani che si trova su una collina vicino al lago dell'ovest di Hangzhou. Costruita nel 975 d.C., la torre crollò nel 1924, ma venne ricostruita nel 2002 e diventò un'attrazione turistica molto popolare.

## Storia

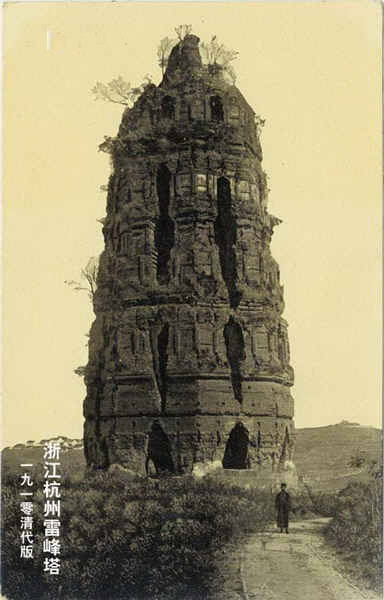
La Pagoda originale nel 1910, prima del crollo del 1924.

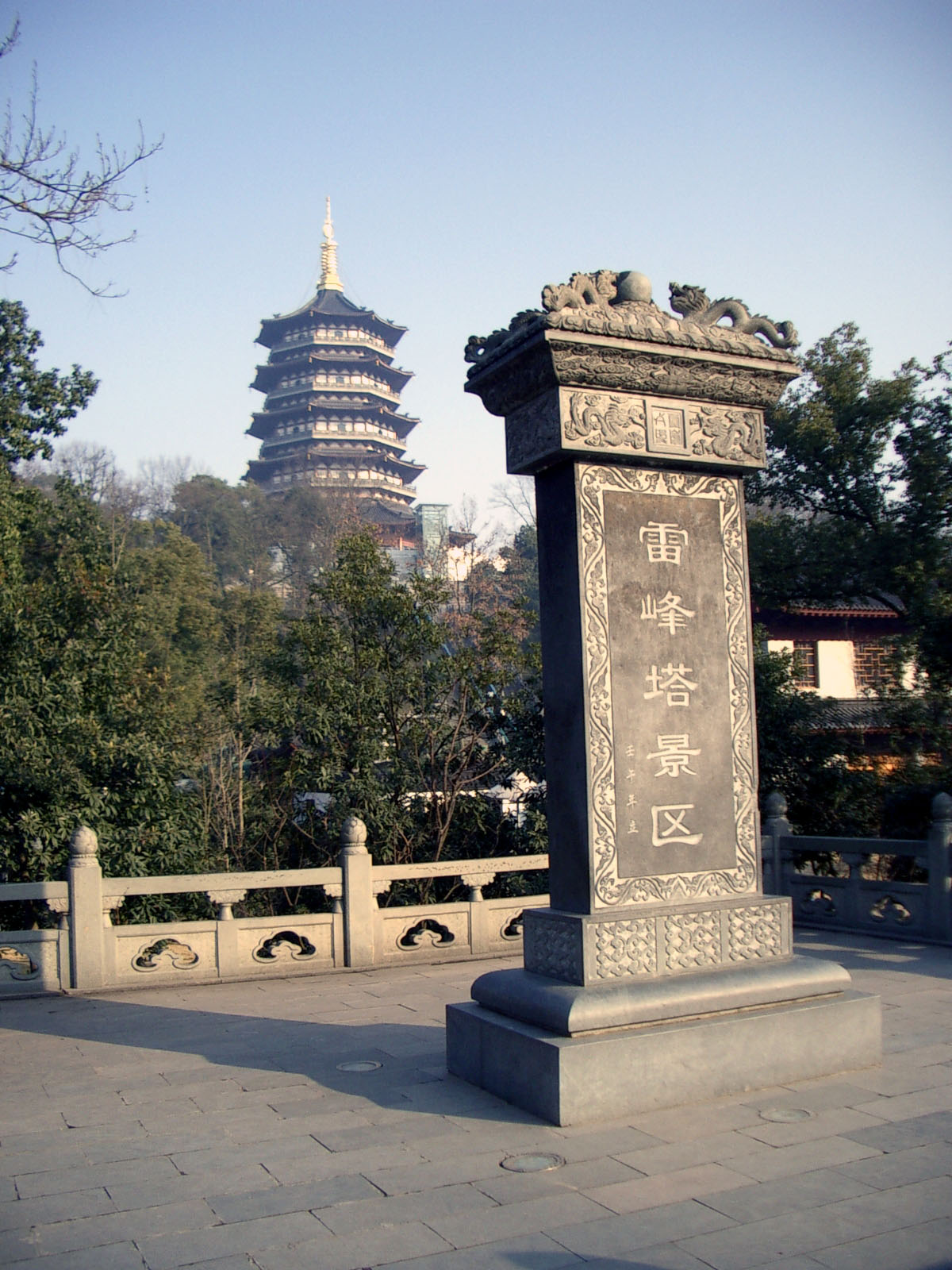
Pagoda Leifeng

### Pagoda Leifeng originale
La pagoda originale venne costruita nell'anno 975, durante il periodo delle cinque dinastie e dieci regni, sotto l'ordine dell'imperatore Qian Chu (nato Qian Hongchu) di Wuyue. La costruzione serviva per celebrare suo figlio, che era appena nato a Huang Fei. La torre era costruita in mattoni e in legno, con una base costituita interamente di mattoni.
Durante la dinastia Ming i pirati giapponesi attaccarono Hangzhou. Temendo che nella pagoda ci fossero nascoste delle armi, i giapponesi bruciarono tutti gli elementi in legno della torre, lasciando solo lo scheletro in mattoni. Nelle raffigurazioni risalenti a quel periodo si può vedere la torre distrutta.
La Pagoda Leifeng era uno dei dieci luoghi più belli del Lago dell'ovest, per via di una leggenda chiamata leggenda del serpente bianco. La storia, inizialmente tramandata oralmente, è stata scritta nel 618, durante la dinastia Tang. Da quel momento in poi sono state scritte diverse versioni della storia.
Qualche secolo più tardi, molti superstiziosi iniziarono a rubare i mattoni della pagoda poiché, secondo loro, esse potevano curare dalle malattie e prevenire l'aborto spontaneo. Quindi, nel pomeriggio del 25 settembre 1924, la torre crollò.
Per anni gli studiosi discussero sulla presenza di un mausoleo all'interno della pagoda, finché, finalmente, l'11 marzo 2001, grazie all'indagine di un radar, vennero scoperti diversi manufatti d'oro e d'argento. L'argento era utilizzato per i capelli del Buddha.

### Ricostruzione
Nell'ottobre 1999 le amministrazioni provinciali e comunali decisero di ricostruire la pagoda proprio sopra le rovine di quella vecchia. La nuova pagoda aprì al pubblico il 25 ottobre 2002. Essa è composta da 1400 tonnellate di acciaio e 200 tonnellate di rame. Presenta quattro ascensori turistici e altri apparecchi moderni, come televisori, condizionatori d'aria e altoparlanti. Davanti all'entrata, due imponenti scale mobili portano alla base della pagoda.
La base originale della pagoda è in buone condizioni, così come i manufatti scoperti nella camera sotterranea.